# Ingrid Goude
Ingrid Goude (Sandviken, 26 de maio de 1937) é uma ex-atriz e modelo sueca eleita Miss Suécia 1956 e representante de seu país no concurso Miss Universo, no qual alcançou o terceiro lugar. No mesmo ano ficou em segundo lugar no Miss Europa. Depois disso tornou-se atriz, participando de filmes de ficção científica e também de filmes-b entre as décadas de 50 e 60. 

## Contrato com o cinema
As vitórias nos concursos Miss Suécia e Miss Europa e o terceiro lugar no Miss Universo renderam a Ingrid um convite da Universal Pictures, com quem assintou contrato em 25 de julho de 1956. O estúdio também ofereceu contratos para a Miss Universo 1956, a estadunidense Carol Morris, e para a Miss Alemanha, Marina Orschel, segunda colocada no concurso e vencedora do prêmio de Miss Fotogenia.

## Atriz
Nem Morris e nem Orschel tiveram sucesso no cinema. Em julho de 1957 Goude foi para Denver, Colorado, interpretar uma aeromoça em A Passagem da Noite (1957), filme estrelado por James Stewart and Audie Murphy. Goude conseguiu um papel de secretária em The Big Beat (1958). Interpretou Beulah, uma noiva, em Once Upon A Horse (1958), comédia escrita por Dan Rowan e Dick Martin.
Goude atuou ao lado de James Best em The Killer Shrews (1959), uma produção de ficção científica da Hollywood Pictures Corporation com locações em Dallas, Texas, e co-estrelado por Ken Curtis.

## Televisão
Em sua curta carreira Goude participou de várias séries de tv, incluindo Flight (1957), Steve Canyon (1959–1960), Johnny Staccato (1959), The Bob Cummings Show  e The Best of the Post(1961).

## Casamento
Goude casou-se com Jerome K. Ohrbach, presidente da loja de departamentos Ohrbach's, em abril de 1962, em Palm Springs, California. O casal fixou residência em Bervelly Hills.